# Liste von Sakralbauten in Schwerin
Die Liste von Sakralbauten in Schwerin listet die Kirchengebäude und sonstigen Sakralbauten in der mecklenburg-vorpommerschen Landeshauptstadt Schwerin auf.

## Evangelisch-landeskirchliche Kirchen und Kapellen
| Bild | Inneres | Name                            | Stadtteil / Lage                           | Bauzeit         | Anmerkungen / Baustil |
| ---- | ------- | ------------------------------- | ------------------------------------------ | --------------- | --- |
|      |         | Dom St. Marien und St. Johannis | Schwerin Am Dom 4 (Standort)               | 1270–1416/ 1893 | Kirchengebäude der Backsteingotik. Bischofskirche der Evangelisch-Lutherischen Kirche in Norddeutschland. Des Weiteren ist die Ladegast-Orgel von überregionaler Bedeutung. |
|      |         | Paulskirche                     | Schwerin Am Packhof 8 (Standort)           | 1863–1869       | Neugotisches Kirchengebäude |
|      |         | Schelfkirche St. Nikolai        | Schwerin Lindenstraße (Standort)           | 1708–1713       | Barocke Saalkirche |
|      |         | Schlosskirche                   | Schwerin Schlossinsel (Standort)           | 1563/ 1855      | |
|      |         | Bernokirche                     | Schwerin Wossidlostraße 2 (Standort)       | 1996            | |
|      |         | Versöhnungskirche               | Lankow Ahornstraße 2A (Standort)           | 2000            | |
|      |         | Petruskirche                    | Mueßer Holz Ziolkowskistraße 17 (Standort) | 1985            | |

## Römisch-Katholische Kirchen und Kapellen
| Bild | Inneres | Name                    | Stadtteil / Lage                                 | Bauzeit | Anmerkungen / Baustil                                                       |
| ---- | ------- | ----------------------- | ------------------------------------------------ | ------- | --------------------------------------------------------------------------- |
|      |         | Propsteikirche St. Anna | Schwerin Klosterstraße 13 (Standort)             | 1795    | Barocke Saalkirche und Mutterkirche aller röm.-kath. Kirchen in Mecklenburg |
|      |         | St. Martin              | Lankow Lankower Straße 14–16 (Standort)          | 1978    |                                                                             |
|      |         | St. Andreas             | Mueßer Holz Galileo-Galilei-Straße 22 (Standort) | 1983    |                                                                             |

## Weitere Kirchengebäude
| Bild | Inneres | Name                                        | Konfession        | Stadtteil / Lage                        | Bauzeit | Anmerkungen |
| ---- | ------- | ------------------------------------------- | ----------------- | --------------------------------------- | ------- | ----------- |
|      |         | Neuapostolische Kirche                      | Neuap.            | Schwerin Bäckerstraße 7 (Standort)      |         |             |
|      |         | Hl. Großmärtyrer Dimitrios von Thessaloniki | Russisch-Orthodox | Schwerin Hamburger Allee 120 (Standort) |         |             |

## Judentum
- Synagoge in Schwerin, Neubau 2008, Landesrabbiner-Holdheim-Str. 3–5, dritte Synagoge an dieser Stelle, der Vorgängerbau wurde 1938 zerstört.[1]

## Islam
- Weimar Moschee / Haus des Orients, Rießnerstraße 23